# 戈教·洛绒绕吉登笔尼玛
戈教·洛绒绕吉登笔尼玛（1924年—1962年）藏族，四川省康定县人，第三世戈教活佛。

## 生平
1924年生于康定城铁门堪夏巴家。后来，十三世达赖认定其为第二世戈教活佛的转世灵童。1928年，被迎请至惠远寺坐床，正式继任为第三世戈教活佛。1935年，赴拉萨哲蚌寺木雅康村学经，获得拉让巴格西学位。后回到惠远寺。
中国人民解放军第十八军向西藏进军时，戈教活佛组织驮运队支援第十八军运输物资。后来，他历任乾宁县各族各界代表常务委员副主任、政协第一届乾宁县委员会副主席、西康省藏族自治区各族各界人民代表大会议协商委员会委员、政协第一届甘孜藏族自治州委员会常委委员等职。
此后，戈教活佛因涉嫌参与叛乱而遭到关押，于1962年在乾宁县监狱圆寂，享年38岁。中共十一届三中全会后，戈教活佛获得平反。